# مختار مؤيد العظمي
 مختار بن أحمد المؤيد بن نصوح باشا العظم (1822,1920) عالم وأديب. ولد في دمشق ولازم علماء عصره الأعلام فأخذ عنهم، ونبغ في الآداب العربية والعلوم والفنون، ثم زار مصر واتصل بأفاضل علمائها، وبعدها أقام مجاوراً في المدينة المنورة مدة سنتين.

## مؤلفاته
له كتب كثيرة، منها:
- فصل الخطاب، أو تفليس إبليس من تحرير المرأة ورفع الحجاب
- جلاء الأوهام عن مذاهب الأئمة العظام

## الانتقادات التي وجهت له
تعرض هذا الكاتب إلى تشنيع طاله شخصيا قبل أن يطال ما أورده في كتابه جلاء الأوهام من قبل الداعين والمكافحين لاجل دعوة الشيخ محمد بن عبد الوهاب. فقد ورد في كتاب الشبهات التي أثيرت حول دعوة الشيخ محمد بن عبد الوهاب (مطبوع ضمن بحوث ندوة دعوة الشيخ محمد بن عبد الوهاب) لمؤلفه عبد الكريم الخطيب في الفصل الخامس الذي كتب خصيصا للرد على الثائرين على الدعوة الوهابية فبدأها بهذا الرجل:
أولا: رسالة المؤيد العظمى
هذا الرجل يخلع على نفسه ألقاب التعظيم، يكتبها بخط يده، ويجعلها عنوانا لرسالته. مثل المؤيد، كما يرد نسبه إلى أب يحمل لقب الباشوية من السلطان العثماني، وكأن ذلك مما يفسح له مكانا بين العلماء، وإن كان من أهل الجهالة والجهل، فكما كانت الباشوية تشترى بالمال، وبالملق، والرياء، فكذلك يمكن أن يشترى لقب العالم!! هذا ما قدره هذا الداعي، وصوره له جهله وغروره.ثم إن هذا الذي يحشر نفسه في زمرة علماء الدين، لا يحفظ كتاب الله، ولا يقيم على لسانه أو قلمه آية من القرآن الكريم، ولا يفقه شيئا من معاني ما يقرأ من كتاب الله، وهو بسنة رسول الله صلى الله عليه وسلم أشد جهلا، وأسوأ فهماً.. والكتاب -كما يقولون- يقرأ من عنوانه...

فلا يطول وقوفنا معه أكثر من هذا؛ لما يطلع علينا من كلام من هذا العفن، الذي يزكم الأنوف، ويخنق الصدور، مما يسيل من مزراب قلمه- كان يكفينا هذا، كما يقول المثل: «حسبك من شر سماعه» ولكننا -احتسابا لله، وإمعانا في خزي أهل الضلال وفضحهم- نمر على بعض المخازي التي عرضها صاحب هذه الرسالة، ليشهد الناس كيف تكون الجرأة على الله، وعلى دين الله من المتهوسين، وأدعياء العلم طلبا للشهرة، على حساب دينهم ومروءتهم. {أُولَئِكَ الَّذِينَ اشْتَرَوُا الضَّلالَةَ بِالْهُدَى فَمَا رَبِحَتْ تِجَارَتُهُمْ وَمَا كَانُوا مُهْتَدِينَ} .فصبراً صبراً، أيها المسلم على هذا البلاء، مهما تقرأ من هذا الهراء... واقرأ ما يقوله هذا الأحمق الجهول في رسالته الشيطانية تلك، وما يرمى به في وجه الإسلام من زور وبهتان، غير متحرج ولا متأثم، ولا عابئ بمشاعر المسلمين وغيرتهم على دينهم. يقول هذا الملحد

## وفاته
توفي في سنة 1430ه و1920م ودفن بدمشق، وأعقب ولدين، وهما: شريف وآصف، وقد ماتا في ريعان الشباب في حياته، فزهد الدنيا وآثر العزلة والتبحر في الفلسفة الصوفية.